# Покок, Эдвард
Эдвард Покок (крещён 8 ноября 1604 — 10 сентября 1691) — британский востоковед, библеист и священнослужитель, гебраист, автор богословских трудов.

## Биография
Родился в семье беркширского клирика, получил образование в бесплатной школе Тейм в Оксфордшире и в колледже Корпус Христи в Оксфорде (поступил в 1620 году, стал сотрудником в 1628 году). Первым результатом его исследований стало издание на основе материалов Бодлианской библиотеки четырёх новозаветных посланий (2-е Петра, 2-е и 3-е Иоанна, Иуды), которые отсутствовали в старом сирийском каноне и не включались в европейские издания Пешитты. Издание было осуществлено в Лейдене по инициативе Воссиса в 1630 году; в том же году Покок отплыл в Алеппо в качестве капеллана английской фактории. В Алеппо он активно занимался исследованиями арабского языка и собрал множество ценных манускриптов. В это время епископом Лондона и канцлером Оксфордского университета был Уильям Лауд, и Покок стал его помощником в деле реализации плана расширения научной базы университета. Лауд основал в Оксфорде кафедру арабского языка и пригласил Покока занять её; к исполнению своих обязанностей тот приступил в августе 1636 года, но следующим летом вновь отправился в Константинополь, чтобы продолжить свои исследования и собрать больше книг, и оставался там на протяжении приблизительно трёх лет.
По возвращении его в Англию Лад находился в Тауэре, но предусмотрительно сделал до этого кафедру арабского языка постоянной. Покок, по всей видимости, не был радикальным священником ине вмешивался активно в политику. Редкость тематики его исследований и личные качества позволили ему приобрести влиятельных друзей, среди которых в первую очередь выделялись Джон Селден и Джон Оуэн. Благодаря связям с ними он даже создал в 1648 году кафедру иврита, хотя, перестав в 1649 году быть сотрудником колледжа, потерял вскоре после того оплачиваемую должность и не смог восстановить её до Реставрации Стюартов. Эти проблемы серьёзно осложнили работу Покока над его исследованиями, на что он сетовал в предисловии к своему «Евтихию»; по всей видимости, он чувствовал попытки изгнать его от прихода Чилдри, который он принял после оставления колледжа в 1643 году. В 1646 году женился. В 1649 году он опубликовал сочинение «Specimen historiae arabum», небольшую работу о происхождении и нравах арабов, написанную на основе трудов Бар-Эбрея и с комментариями из большого числа манускриптов. В 1655 году за ней последовала «Porta Mosis» на основе арабского комментария Маймонида к Мишне, с переводом и научными комментариями; в 1656 году издал анналы Евтихия на арабском и латинском языках. Кроме того, активно участвовал в подготовке многоязычной Библии Брайана Уолтона, его перу также принадлежит предисловие к арабскому Пятикнижию.
После Реставрации политические и финансовые трудности Покока закончились, но приём его главного сочинения, «Arabic history of Bar-Hebraeus», которое он посвятил королю в 1663 году, показал, что новый порядок вещей был не вполне благоприятным для подобных исследований. После этого им были написаны такие работы, как «Lexicon heptaglotton» (1669), «English commentaries on Micah» (1677), «Malachi» (1677), «Hosea» (1685), «Joel» (1691). Перевод на арабский язык труда «De veritate» Гроция, появившийся в 1660 году, также служит доказательством интереса Покока к распространению христианства на Востоке. Этот план он обсуждал с Гроцием в Париже на обратном пути из Константинополя. Богословские труды Покок были собраны в двух томах в 1740 году.
- Эта статья (раздел) содержит текст, взятый (переведённый) из одиннадцатого издания «Британской энциклопедии», перешедшего в общественное достояние.